# Guillermo Brunetta
Juan Guillermo Brunetta (* 25. August 1975 in Palmar del Lago) ist ein ehemaliger argentinischer Radrennfahrer.

## Sportlicher Werdegang
Guillermo Brunetta feierte im Jahr 2000 mit einem Etappensieg bei der Argentinien-Rundfahrt seinen ersten Erfolg. Im nächsten Jahr wurde er argentinischer Meister im Straßenrennen. In der Saison 2002 wurde Brunetta Zweiter bei der Tour de San Juan und gewann eine Etappe der  Vuelta Ciclista de Chile. 2003 wurde er zum ersten Mal nationaler Zeitfahrmeister und auf der Bahn nationaler Meister in der Einerverfolgung. Ein Jahr später konnte er beide Erfolge wiederholen und entschied außerdem eine Etappe bei der Tour de San Juan für sich. Auch 2005 und 2007 wurde er erneut argentinischer Zeitfahrmeister.
2005 errang Brunetta bei den Panamerikanischen Radsportmeisterschaften die Bronzemedaille im Zeitfahren auf der Straße.
| Personendaten    | Personendaten                                 |
| ---------------- | --------------------------------------------- |
| NAME             | Brunetta, Guillermo                           |
| ALTERNATIVNAMEN  | Brunetta, Juan Guillermo (vollständiger Name) |
| KURZBESCHREIBUNG | argentinischer Radrennfahrer                  |
| GEBURTSDATUM     | 25. August 1975                               |
| GEBURTSORT       | Palmar del Lago, Argentinien                  |